# إينتو بيرل سبرينجر
إينتو بيرل سبرينجر (بالإنجليزية: Eintou Pearl Springer)‏المعروفة سابقًا باسم (بيرل إينتو سبرينجر) (قرية كانتارو، سانتا كروز، ترينيداد، 24 نوفمبر 1944). شاعرة وكاتبة مسرحية وأمينة مكتبة وناشطة ثقافية من ترينيداد وتوباجو. في مايو 2002، أُختيرت لتصبح الشاعرة الحائزة على جائزة بورت أوف سبين وترينيداد وتوباجو.

## خلفيتها
غالبا ما يتعلق عمل سبرينجر بالقضايا الاجتماعية بالإضافة إلى الفخر بتراثها بتراثها الأفريقي. وفي عام 2003 تقاعدت من منصب مدير مكتبة التراث الوطني في ترينيداد وتوباغو بعد أن أسست المكتبة وتولت منصب مديرها منذ أكتوبر 1993. كما عملت كعضو مؤسس في العديد من المنظمات الثقافية، بما في ذلك اتحاد الكتاب في ترينيداد وتوباغو، والرابطة الوطنية للدراما في ترينيداد وتوباغو، ونقابة المسرح الكاريبي. وبصفتها ممثلة ومؤدية مشهور، حصلت سبرينجرعلى جائزة التميز لعام 2004 من الرابطة الوطنية للدراما في ترينيداد وتوباجو. ومن خلال شركة عائلتها (مجموعة إيداكيدا)  تستكشف القضايا الاجتماعية باستخدام أشكال الأداء التقليدية. كرمت كشاعرة بورت أوف سبين من 2002 إلى 2009.
ألّفت سبرينجر العديد من الكتب، بما في ذلك مجموعات شعرية لكل من البالغين والأطفال. فمنها  كتاب «جسور سوداء قوية: الجسور السوداء: رؤيا للنساء السوداوات في الأدب» (في عام 1979 والذي حرر بواسطة بيفرلي جاي شيفتال، روزان بي بيل، وبيتي جاي باركر)، «بنات أفريقيا» (1992، حرر بواسطة مارغريت باسباي)، «تجاوز الحدود المجلد الأول: الأبعاد الدولية لكتابات المرأة السوداء»(1995، حرر بواسطة كارول بويس ديفيز ومولارا اوجونديبى). تلقت سبرينجر الإشادة والترحيب بأعمالها كراوية وكاتبة مسرحية. وفي عام 2011، احتفلت مسرحيتها «كيف يجلب أنانسي الطبل» بالسنة الدولية للأمم المتحدة للمنحدرين من أصل أفريقي، وكانت المسرحية جزءًا من مبادرة مسرح الشباب لليونسكو.
أصحبت سبرينجر موضوع فيلم  بعنوان«ابنة إيدا: عالم إينتو بيرل سبرينغر» 2010 من إخراج وإنتاج آمون سابا ساكانا.

## حياتها الشخصية
ولدت سبرينجر لعائلة كاثوليكية رومانية في كانتارو بوادي سانتا كروز في بورت أوف سبين. وهي من أتباع ديانة أوريشا - يوروبا. لديها ثلاثة أطفال وتعيش في سان خوان في ترينيداد. ابنتها دارا هيلي راقصة وسياسية في ترينيداد، وتشغل حاليًا منصب رئيس حزب التجمع الوطني الديمقراطي. والكاتبة والناشطة اتيلا سبرينجر هي أيضاً ابنتها.

## الجوائز
- 1996: حصلت على وسام ترينيداد وتوباغو الطائر الطنان أوهامينجبيرد (الفضي) للثقافة.[13]

- 2004: نالت جائزة التميز للرابطة الوطنية للدراما في ترينيداد وتوباجو.[14]

## الكتب
- 1986: الخروج من الظل (شعر). لندن: دار نشر كاريا.
- 1987: الكاريبي: الأراضي وشعوبها. لندن: ماكدونالد (الإصدار السابق لكين كامبل، 1980).
- 1995: (محررة) الجمالية الجديدة ومعنى الثقافة في منطقة البحر الكاريبي.
- 2000: الانتقال إلى النور (شعر). كينغستون، جامايكا: إيان راندل.
- 2005: أحب الجلد الذي أنا فيه (شعر). بورت أوف سبين.
- 2016: الناجي: مجموعة من المسرحيات للأطفال والشباب.